# Callipodium pacificum
Callipodium pacificum is een zachte koraalsoort uit de familie Anthothelidae. De koraalsoort komt uit het geslacht Callipodium. Callipodium pacificum werd in 1869 voor het eerst wetenschappelijk beschreven door Verrill. 